# U 970
U 970 war ein deutsches U-Boot vom Typ VII C, ein sogenanntes„Atlantikboot“. Es wurde durch die deutsche Kriegsmarine während des U-Boot-Krieges im Zweiten Weltkrieg im Nordatlantik und in der Biskaya eingesetzt.

## Technische Daten
Ein VII C-Boot wurde bei der Überwasserfahrt von zwei 1400 PS starken Dieselmotoren angetrieben und erreichte eine Geschwindigkeit von 17 kn. Unter Wasser konnte so ein U-Boot mithilfe der zwei Elektromotoren mit je 375 PS 7,6 kn Fahrt machen. Die Leistungskraft der Batterien ermöglichte diese Höchstgeschwindigkeit bei der Unterwasserfahrt allerdings nur für eine Stunde. Bei geringerer Geschwindigkeit konnte das Boot theoretisch bis zu drei Tage unter Wasser fahren.
Als VII C-Boot hatte auch U 970 an der Oberfläche eine Wasserverdrängung von 769 t und unter Wasser 871 t. Es war insgesamt 67,1 m lang, 6,2 m breit, 9,6 m hoch mit einem 50,5 m langen Druckkörper und hatte einen Tiefgang von 4,74 m. Das in der Hamburger Werft Blohm & Voss gebaute U-Boot wurde von zwei Viertakt-Dieselmotoren F46 mit je 6 Zylindern und Ladegebläse der Kieler Germaniawerft mit einer Leistung von 2060 bis 2350 kW, bei Unterwasserbetrieb mit zwei Elektromotoren GU 460/8–27 von AEG mit einer Leistung von 550 kW angetrieben. Es hatte zwei Antriebswellen mit zwei 1,23 m großen Schiffsschrauben. Das Boot war zum Tauchen bis in Tiefen von 230 m geeignet.
U 970 war mit fünf 53,3-cm-Torpedorohren – vier am Bug und eins am Heck – und vierzehn Torpedos, einer 8,8-cm-Kanone SK C/35 mit 220 Schuss Munition, einer 3,7-cm-FlaK M42 18/36/37/43 und zwei 2-cm-FlaK C/30 ausgestattet.
Viele deutsche Städte übernahmen sogenannte „Bootspatenschaften“ für U-Boote. Eine Abordnung der Stadt war bei der Indienststellung dabei, die Bürger sendeten Präsente in die jeweiligen Stützpunkte und die Regionalzeitungen berichteten über die Unternehmungen. Die Patenstadt von U 970 war Falkenstein im Vogtland. Entsprechend führte das Boot als bootsspezifisches Zeichen das Wappen der Stadt über zwei gekreuzten Dolchen, wobei es sich um das Crewzeichen des Offiziersjahrgangs von Kommandant Ketels handelte.

## Einsatz und Geschichte
Vom 25. März 1943 bis zum 29. Februar 1944 fuhr U 970 als Ausbildungsboot bei der 5. U-Flottille und war in Kiel stationiert. Ab dem 1. März war es der 3. U-Flottille als Frontboot zugeteilt. Bei dieser Flottille verblieb U 970 bis zu seiner Versenkung.

### Erste Unternehmung
Am 16. März 1944 lief Kommandant Ketels mit U 970 von Bergen zu seiner ersten Feindfahrt mit diesem Boot aus. U 970 umrundete die Britischen Inseln und traf am 22. April in La Pallice im besetzten Frankreich ein. Auf dieser Unternehmung wurden keine alliierten Schiffe durch U 970 versenkt oder beschädigt.

### Verlust des Bootes
Kommandant Ketels lief mit U 970 am 6. Juni aus La Pallice aus, um sich am Angriff auf die Landungsflotte der Alliierten zu beteiligen. Am 7. Juni 1944 wurde U 970, das zu diesem Zeitpunkt an der Oberfläche fuhr, von dem Flugboot Short Sunderland der 228. Squadron der RAF gesichtet. Es gelang Kommandant Ketels, das U-Boot abtauchen zu lassen, bevor die Sunderland angreifen konnte. Kurze Zeit später wurde U 970 jedoch von demselben Flugboot erneut gestellt und mit Wasserbomben versenkt.
Der deutsche Luftrettungsdienst fischte kurze Zeit später 14 Überlebende aus dem Wasser. Bei den Geretteten handelte es sich, neben dem Kommandanten, im Wesentlichen um die Brückenwache und die Flak-Besatzung, die sich rechtzeitig vor dem Versenken den U-Bootes ins Wasser retten konnten. Die Überlebenden waren 33 Stunden im Wasser getrieben, bevor sie von einer Dornier Do 24, einem Flugboot der deutschen Seenotflugstaffel, aufgespürt wurden. Die übrigen 38 Mann der Besatzung gingen mit dem Boot unter.